# Vámonos, Bárbara
¡Vámonos, Bárbara! es una película española rodada en 1977 y estrenada en 1978, ópera prima de Cecilia Bartolomé. La película está inspirada en la película estadounidense Alicia ya no vive aquí (1974) planeando en el guion los problemas de pareja y las dificultades del divorcio en España para las mujeres en el contexto de la transición española. El historiador de cine Román Gubern y la crítica la considera la primera película feminista de España.

## Argumento
Ana (Amparo Soler Leal) pertenece a una familia burguesa catalana. Trabaja en un estudio de publicidad. Está casada y pese a la oposición familiar decide separarse de su marido. Tras su separación se va de vacaciones con su hija Bárbara, de 12 años con quien comparte la aventura y las dificultades. Tiene como objetivo dejar atrás el pasado y llevar una vida con mayor libertad y sin ataduras. Se dirigen a casa de la tía Remedios con el objetivo de descansar y reflexionar sobre el futuro.

## Reparto
Amparo Soler Leal: Ana
Cristina Álvarez: Bárbara 
Iván Tubau: Iván 
Julieta Serrano: Paula 
Jose Lifante: Andreu 
Josefina Tapias: Tía Remedios 
Concha Bardem: Madre de Ana
Manuel Gas: Padre de Ana

### Ficha técnica
Dirección: Cecilia Bartolomé
Guion: Cecilia Bartolomé, Concha Romero, Sara Azcárate.
Música: Carlos Laporta
Fotografía: José Luis Alcaine
Idiomas de la película: castellano y catalán

## Contexto
¡Vámonos, Bárbara! fue el primer largometraje de Cecilia Bartolomé cineasta que destacó durante los años 60 en sus primeros trabajos durante el final de la era franquista siendo pionera en abordar temas como el aborto, el divorcio y los derechos de las mujeres en España. Recibió el encargo por parte del productor, Alfredo Matas de realizar una adaptación al contexto español de la película estadounidense Alicia ya no vive aquí (1974) dirigida por Scorsese. La directora decidió cambiar el final porque consideró que "la solución para la mujer no es encontrar al príncipe azul cuando lo que ella quiere es encontrarse a sí misma y no repetir la historia que había tenido con su marido" Es una de las primeras veces en las que aparece una mujer libre en el cine español y también un arquetipo distinto de madre con la propuesta de mantener un diálogo "de tu a tu" señala el crítico de cine Luis E. Parés sobre la película.